# Марк Ювенций Тална
Марк Ювенций Тална или Маний Ювенций Тална (на латински: Marcus; Manius Iuventius L. F. T. N. Thalna) е политик на Римската република през 2 век пр.н.е. Произлиза от плебейската фамилия Ювенции, клон Тална.
През 170 пр.н.е. той е народен трибун заедно с Гней Ауфидий по време на Третата македонска война. Тази година консули са Авъл Хостилий Манцин и Авъл Атилий Серан. Той и Гней Ауфидий съдят Гай Лукреций Гал (претор 171 пр.н.е.) да плати парична сума, заради грешки в Гърция през войната с цар Персей.
През 167 пр.н.е. е претор и обявява война на Родос. Негови противници са трибуните Марк Антоний и Марк Помпоний и Тиберий Семпроний. През 163 пр.н.е. участва при консула Тиберий Семпроний Гракх Стари във войната на Корсика, където е убит при атака.